# ジュケイ

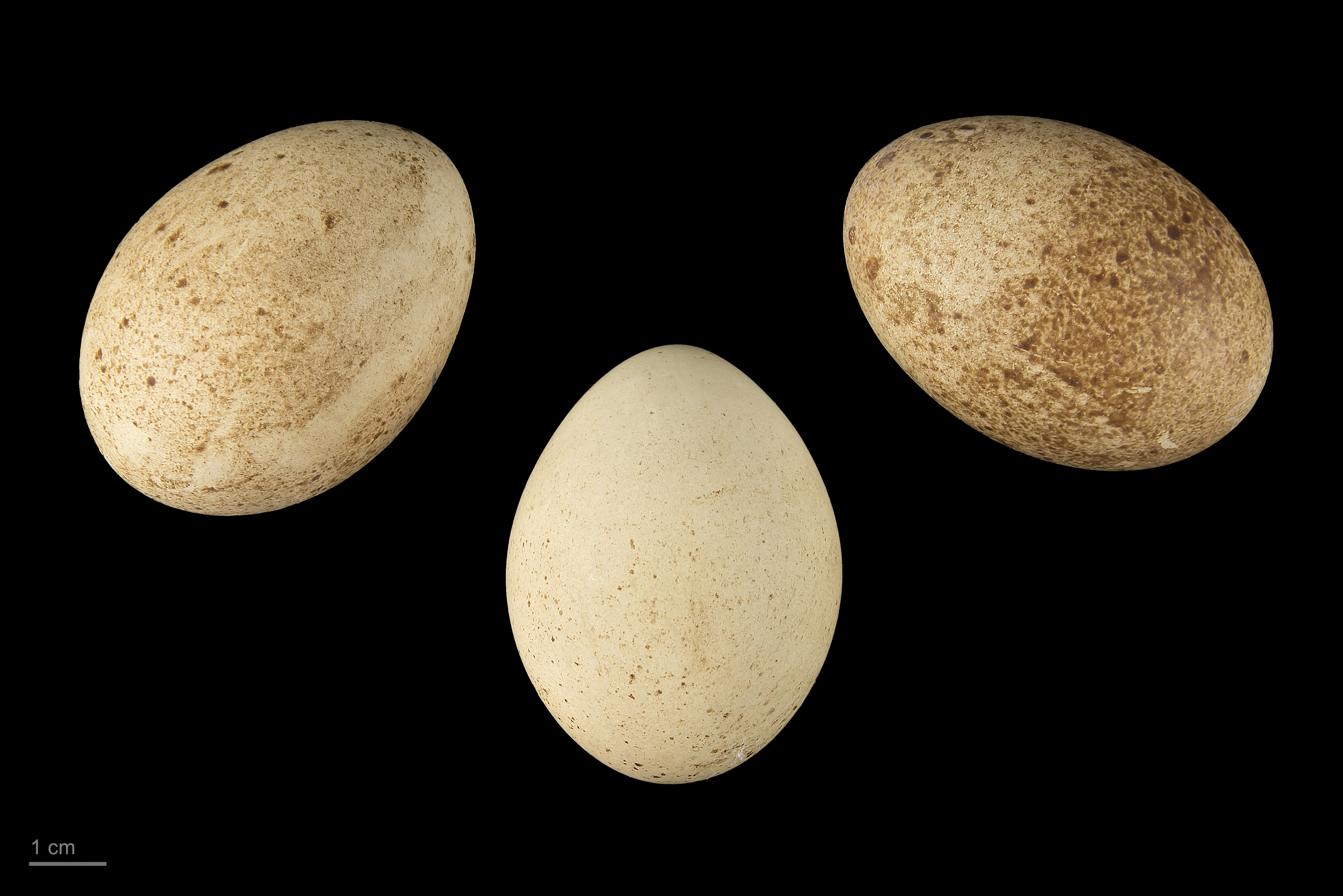
Tragopan caboti

ジュケイ（綬鶏、Tragopan caboti）は、キジ目キジ科ジュケイ属に分類される鳥類。

## 分布
中華人民共和国（広東省北部、江西省、湖南省南東部、浙江省、福建省、広西チワン族自治区）固有種

## 形態
全長オス61-70cm、メス50-53cm。翼長オス21-22.5cm、メス20-21.4cm。体重オス1.4kg、メス0.9kg。
卵は長径5cm、短径4cmで、卵を覆う殻は淡褐色で褐色の斑紋が入る。
オスは頭部は黒、頸部は赤褐色の羽毛で被われる。側頭部にはオレンジ色の羽毛が伸長（冠羽）する。背は赤褐色の羽毛で被われ、淡褐色の斑紋や白や黒の斑点が点在する。胸部や腹部は淡褐色の羽毛で被われる。眼の周辺や頬に羽毛がなく黄色やオレンジ色の皮膚が露出する。喉に外縁が淡青色で灰緑色の斑紋が入る肉垂れがある。肉垂れの中央部はオレンジ色で紫色の斑紋が入る。メスは全身が褐色の羽毛で被われ、淡褐色や黒、白の斑紋が点在する。

## 生態
標高700-1,400mにある下生えに草やササが密生した混交林に生息する。
食性は雑食で、植物の葉、種子などを食べる。
繁殖形態は卵生。地表から2.5-4mにあるリスの古巣に巣をつくるが、地表から9mの樹上に巣をつくった例もある。1回に2-4個の卵を産む。抱卵期間は28日。

## 人間との関係
開発による生息地の破壊、食用の狩猟などにより生息数は減少している。生息地の一部は保護区に指定されている。